# Thomas Agni de Lentini
 (juillet 2025).
Thomas Agni de Lentini, mort le 14 septembre 1277 à Saint-Jean-d'Acre, de l'ordre des Prêcheurs, était un prélat italien qui fut évêque de Bethléem de 1259 à 1267 puis archevêque de Cosenza et patriarche latin de Jérusalem de 1267 jusqu'à sa mort.

## Biographie
Il naquit au début du XIIIe siècle à Lentini, près de Syracuse. Le pape Grégoire IX l'envoya prêcher à Naples. À la fin de l'année 1231, il fonda un couvent dominicain dans l'ancien monastère bénédictin de Sant'Arcangelo, plus tard appelé San Domenico Maggiore. Il était prieur lorsque Thomas d'Aquin fut reçu dans l'ordre en 1243.
En 1253, il fut nommé électeur du futur Maître général, Humbert de Romans et il dirigea ensuite pendant un temps la province dominicaine de Rome. Nommé évêque de Bethléem et légat pontifical en Terre sainte par le pape Alexandre IV, il y arriva au printemps 1259 et fut immédiatement impliqué dans les conflits entre Génois, Pisans et Vénitiens, ainsi que dans les conflits entre les Templiers et l'Ordre hospitalier de Saint-Jean, et entre l'Ordre de Saint-Jean et le archidiocèse de Nazareth.
Au printemps 1259 ou 1260, il tenta de négocier la paix entre Bohémond VI d'Antioche et Hugues Revel, Grand Maître des Hospitaliers, qui avait combattu Bohémond aux côtés des autres ordres croisés. Plus tard, cependant, il n'hésita pas à excommunier Bohémond lorsque ce dernier s'allia aux Mongols. En 1260 et 1261, il sollicita à plusieurs reprises l'aide occidentale pour la sauvegarde de la Terre sainte face à différentes menaces.
Le 13 février 1264, de retour en Italie, il fut nommé vicaire pontifical à Rome par le pape Urbain IV, qui résidait alors à Orvieto, tout en conservant l'évêché de Bethléem. Clément IV le nomma archevêque de Cosenza le 18 avril 1267, et Grégoire X l'éleva patriarche latin de Jérusalem le 19 mars 1272. Le 17 avril 1272, le pape le nomma évêque d'Acre et légat pontifical en Terre sainte. En août de la même année, il se rendit à Naples, où il constitua l'équipage de son navire et organisa des opérations de secours pour la Terre sainte. Charles Ier d'Anjou mit deux galères à sa disposition pour accompagner le navire dans sa traversée vers Acre, qu'il atteignit le 8 octobre 1272.
Le nouveau patriarche tenta immédiatement d'établir la paix entre Hugues III de Chypre, roi de Jérusalem, et ses seigneurs féodaux afin de stopper l'avancée du sultan égyptien Baybars. Il chercha également à mettre fin au conflit entre l'ordre Teutonique et Geoffroy, évêque d'Hébron, au sujet de son siège à Acre en 1273. Il resta à l'écart des négociations qui eurent lieu en 1274 entre les princes chrétiens et le khan mongol Abaqa, en vue d'une alliance contre les Turcs et de la conversion de ce dernier au christianisme. Il y envoya cependant son chapelain, David, et fut informé par le roi d'Angleterre Édouard Ier de l'avancement des négociations.
L'année suivante, lorsque Hugues quitta Saint-Jean-d'Acre en raison de conflits avec les Templiers et les Hospitaliers, et se retira à Tyr, Agni de Lentino tenta de conclure la paix. Cependant, celle-ci échoua en raison du refus d'Hugues d'abandonner Tyr. En 1276, il exhorta Rodolphe Ier de Habsbourg, qui avait pris la croix le 18 octobre 1276, à accomplir ses vœux de croisé. Parallèlement, il réussit à servir de médiateur à Saint-Jean-d'Acre entre Jean de Montfort, seigneur de Tyr, et les Vénitiens. En 1277, une flotte commandée par Ruggero di Sanseverino, envoyée par Charles d'Anjou, débarqua à Saint-Jean-d'Acre. Agni de Lentino appela à l'union des croisés et les persuada de prêter serment d'obéissance à Charles d'Anjou, Hugues ayant fui à Chypre et perdu tout soutien en Terre sainte.
Thomas Agni de Lentino est décédé en septembre 1277 à Saint-Jean-d'Acre.

## Œuvres
La tradition dominicaine attribue divers commentaires des Épîtres de Paul à un certain Thomas de Virduno, ou Linduno ou Lindinis, patriarche (de Jérusalem). L'identification de cet auteur avec Thomas Agni de Lentino est toutefois incertaine. En revanche, un recueil de sermons, conservé dans plusieurs manuscrits disséminés dans diverses bibliothèques, peut lui être attribué avec certitude. Son œuvre principale, écrite avant 1276, est une biographie de Pierre Martyr de Vérone, la première biographie jamais écrite de ce saint.